# Минтулаев, Олхузур Султанович
Олхузур (Олхазур, Алхазур) Султанович Минтулаев (23 ноября 1977, Бамматюрт, Хасавюртовский район, Дагестанская АССР, РСФСР, СССР) — советский борец, российский тренер по вольной борьбе, Заслуженный тренер России.

## Биография
Чеченец. С 1998 года работает тренером в Хасавюрте в ДЮСШ имени братьев Ирбайхановых. В годы первой чеченской войны в его доме проживали примерно пятьдесят уроженцев Чечни, бежавших от боевых действий.

## Известные воспитанники
Воспитанниками Минтулаева являются призёры чемпионатов России Залимхан Куцаев, Ильдус Гиниятуллин, Рамазан Ферзалиев, чемпион и призёр чемпионатов России, призёр чемпионата Европы, чемпион мира Бекхан Гойгереев, чемпион Европы среди молодёжи Расул Арсаналиев, Амир Магомедсултанов.

## Награды и звания
- Почетная Грамота Президента Российской Федерации (23.01.2014)[9];
- Заслуженный тренер России (15.07.2014);

## Личная жизнь
Рано остался без родителей. Брат: Ислам Минтулаев — врач–невролог, работает в Астрахани.